# 24062 Hardister
24062 Hardister là một tiểu hành tinh vành đai chính với chu kỳ quỹ đạo là 1233.6121480 ngày (3.38 năm).
Nó được phát hiện ngày 4 tháng 10 năm 1999.